# Apriona hageni
Apriona hageni là một loài bọ cánh cứng trong họ Cerambycidae.